# Alcubilla de Avellaneda
Alcubilla de Avellaneda je španělská obec v provincii Soria v autonomním společenství Kastilie a León, ve které žije 107 obyvatel.
Západně od obce leží obec Peñaranda de Duero, jižně pak obce Langa de Duero a San Esteban de Gormaz. Obec leží na říčce Pilde. Název obce je odvozen od rodu vévodů Avellaneda.
V obci se nachází palác, který byl královským majetkem, dnes je přestavěn na hotel. Kromě něj se v obci nachází kostel ze 17. století a poustevna.

Poloha